# NGC 2076
NGC 2076 je galaksija u zviježđu Zecu.

## Vanjske poveznice
- SEDS: NGC 2076